# Chlamydiose féline
La chlamydiose féline est une maladie infectieuse touchant les chats. Elle est due à Chlamydophila felis, une bactérie qui peut entraîner des troubles oculaires et/ou des troubles respiratoires. La chlamydiose féline est une anthropozoonose.

## Symptômes
On observe généralement une conjonctivite (inflammation de la conjonctive, la muqueuse de l'œil), avec écoulement de larmes et paupières rouges (voire gonflées) avec des clignements.
On peut aussi avoir des troubles de l'appareil respiratoire supérieur : le nez, les sinus, le pharynx, le larynx, la trachée et les bronches. Les atteintes respiratoires se manifestent alors par : 
1. une toux sèche, forte et quinteuse.
2. des éternuements.

## Mode de transmission
La chlamydiose féline se transmet le plus souvent par un contact entre un chat malade et un chat sain, par exemple quand ils vivent en collectivité ou lorsqu'ils sortent se promener.

## Maladies associées
La chlamydiose féline est souvent associée à d'autres microbes (virus et bactéries). La chlamydiose féline est responsable d'environ 30 % des cas de syndrome du coryza.

## Prévention
Il existe un vaccin contre Chlamydophila felis. Cette vaccination est souvent effectuée en association avec celles du typhus, de la leucose et des virus impliqués dans le coryza (herpèsvirus et calicivirus).

## Traitement
Le traitement se fait à base d'antibiotiques (doxycycline), de collyres (antibiotique de type doxycycline) et d'anti-inflammatoires s'avère efficace la plupart du temps.
Certains chats récupèrent rapidement, surtout si le traitement est effectué très tôt.